# Karol Bauman
Karol Bauman (ur. 24 października 1892 w Burgau, zm. 9 listopada 1971 w Lubaczowie) – polski nauczyciel i działacz niepodległościowy, uczestnik I i II wojny światowej, zesłaniec na Syberii, starszy sierżant podchorąży Wojska Polskiego.

## Życiorys
Urodził się 24 października 1892 roku w niemieckiej kolonii Burgau, w ówczesnym powiecie cieszanowskim Królestwa Galicji i Lodomerii, w rodzinie Jakuba, rolnika, i Marii Meder. Jego przodkowie byli niemieckimi osadnikami, którzy osiedlili się na terenie wsi Młodów. Po ukończeniu szkoły powszechnej, podjął naukę w seminarium nauczycielskim w Rudniku, ale nie zdał egzaminu z powodu trudności czynionych przez wykładowców za jego niemieckie pochodzenie. W sierpniu 1914 roku wstąpił do 3 pułku piechoty Legionów Polskich w Krakowie. Przez dwa lata walczył pod dowództwem por. Jana Łyska. W listopadzie 1916 roku zdał maturę w seminarium nauczycielskim w Rudniku.
Na początku 1917 roku walczył w II Brygadzie Legionów na terenie Ukrainy. 15/16 lutego 1918 roku wraz z grupą został internowany i skazano ich na karę śmierci, którą zamieniono na karną kompanię. Na froncie austriacko-włoskim nad Piawą, przeszedł na stronę włoską, gdzie trafił do niewoli.
Z obozu jenieckiego zgłosił się do Armii Hallera, która w 1919 roku została skierowana do walk na Kresach Wschodnich. W kwietniu 1920 roku podczas ofensywy na Kijów, pod Żytomierzem został ranny, a przy końcu wojny zdemobilizowany.
1 września 1920 roku został nauczycielem w szkole powszechnej w Ułazowie, a od listopada w Lubaczowie. W 1921 roku zawarł związek małżeński z Heleną Argasińską i zostali nauczycielami w Płazowie. W 1924 roku otrzymał patent nauczycielski i został kierownikiem szkoły w Płazowie. Był organizatorem „Strzelca”. W 1932 roku został kierownikiem szkoły w Młodowie.
8 lutego 1940 roku został aresztowany przez NKWD i był więziony w Lubaczowie, a następnie w Brygidkach. We wrześniu 1940 roku został przetransportowany do Dniepropietrowska, a później do Taganrogu, gdzie na procesie skazano go za udział w wojnie polsko-bolszewickiej na 8 lat obozu pracy. Został zesłany do swierdłowskiej obłastii, gdzie pracował przy wyrębie lasu i wodnym spławianiu drewna.
W wyniku amnestii po podpisaniu układu Sikorski-Majski został zwolniony z obozu pracy i 5 grudnia 1941 roku został nauczycielem matematyki w Szkole Junaków w Buzułuku. Wiosną 1942 roku odbyła się ewakuacja Armii Andersa do Iranu, a następnie szkoła junaków została przeniesiona do Palestyny. Przy końcu 1942 roku wraz ze szkołą junaków został przeniesiony do Egiptu, gdzie przebywał do 1947 roku.
W 1947 roku powrócił do Polski i został nauczycielem w szkole podstawowej, a w 1957 roku przeszedł na emeryturę. Zmarł 9 listopada 1971 roku w Lubaczowie.

## Upamiętnienie
12 stycznia 1938 roku zatwierdzono zmianę nazwy wsi Burgau na Karolówkę  jako upamiętnienie  miejscowych patriotów: Karola Baumana, Karola Sandera i Karola Świstowicza.

## Ordery i odznaczenia
- Krzyż Niepodległości – 9 listopada 1931 „za pracę w dziele odzyskania niepodległości”[3]
- Krzyż Walecznych dwukrotnie
- Medal Wojska dwukrotnie
- Srebrny Krzyż Zasługi – 1938
- Odznaka Honorowa 3 pp Legionów Polskich
- Medal Wojny 1939–1945
- Gwiazda za Wojnę 1939–1945
- Gwiazda Afryki